# Roland Geyer
Roland Geyer é professor de ecologia industrial na Escola Bren de Ciência e Gestão Ambiental da Universidade da Califórnia em Santa Bárbara. Ele é um especialista no impacto ecológico dos plásticos.